# 裁军谈判会议
裁军谈判会议（英語：Conference on Disarmament，英文缩写CD），又称“日内瓦裁军谈判会议”，是目前世界上唯一的全球性多边裁军谈判机构。

## 简介
裁军谈判会议的前身是1962年成立的“18国裁军委员会”。1969年7月，18国裁军委员会的成员国增加到26个，改称“裁军委员会会议”。1975年3月，成员国增加到31个。1978年改称“裁军谈判委员会”，成员国增加到41个。1984年改称“裁军谈判会议”（中文简称“裁谈会”）。截至1999年8月5日，裁军谈判会议有66个成员国。
裁军谈判会议总部设在瑞士日内瓦，每年召开三期会议，第一期约为10周，后两期各为7周。
裁军谈判会议的主要议题包括：全面禁止核试验条约、停止核军备竞赛、核裁军、防止核战争、禁止生产核裂变材料、无核国家的安全保证、防止外空军备竞赛、军备透明、控制杀伤人员地雷等等。 
裁军谈判会议并非联合国直属机构，但和联合国联系密切。裁军谈判会议独立通过议程，但是在通过议程的时候要考虑联合国大会的建议，并且每年向联合国大会提交工作报告。裁军谈判会议采用协商一致的原则通过决定。会议形式分为两种：全体会议、非正式会议。裁军谈判会议下设特别委员会和专家组等等。裁军谈判会议主席由各成员国依照国名的英文首字母顺序逐月轮流出任。
裁军谈判会议成员国分为：西方集团、东欧集团、不结盟国家集团（又称21国集团），中国则是不参加任何集团的独立的一方。各集团由集团的协调员组织集团成员国开展内部磋商，有时会以集团的名义提出建议或者工作文件。
在20世纪，裁军谈判会议及其前身先后通过谈判达成《不扩散核武器条约》、《禁止生物武器公约》、《禁止化学武器公约》等一系列国际条约。但从1998年开始，裁军谈判会议的主要工作陷入长期停滞，甚至连年度工作计划都无法达成一致。其原因是各成员国对于谈判的优先项目无法达成共识。代表无核国家的21国集团要求设特设委员会以谈判核裁军问题，而美国则坚持要求就“禁止生产用于核武器及爆炸装置的裂变材料条约”（简称“禁产条约”）谈判，同时拒绝就“核裁军”和“防止外空军备竞赛”等议题谈判。2009年5月29日，裁军谈判会议召开全体会议，各成员一致采纳2009年工作计划，根据该工作计划，裁军谈判会议将成立削减核武器、“禁产公约”谈判、防止外空军备竞赛等工作组。当天联合国秘书长潘基文发表声明，欢迎裁军谈判会议确定2009年工作计划，并表示这是12年来裁军谈判会议第一次能就战略武器和不扩散核武器问题开展谈判及实质性讨论。但随后从2010年起又陷入僵局。

## 成员国
裁军谈判会议现有65个成员国，其中包括了全部已知的核国家。
- 阿尔及利亚
- 阿根廷
- 奥地利
- 白俄羅斯
- 比利时
- 巴西
- 保加利亚
- 喀麦隆
- 加拿大
- 智利
- 中华人民共和国
- 哥伦比亚
- 古巴
- 朝鮮民主主義人民共和國
- 刚果民主共和国
- 埃及
- 衣索比亞
- 芬兰
- 法國
- 德国
- 匈牙利
- 印度
- 印度尼西亞
- 伊朗
- 伊拉克
- 爱尔兰
- 以色列
- 義大利
- 日本
- 马来西亚
- 墨西哥
- 蒙古国
- 摩洛哥
- 緬甸
- 荷蘭
- 新西兰
- 奈及利亞
- 挪威
- 巴基斯坦
- 秘魯
- 波蘭
- 大韓民國
- 羅馬尼亞
- 俄羅斯
- 塞内加尔
- 斯洛維尼亞
- 南非
- 西班牙
- 斯里蘭卡
- 瑞典
- 瑞士
- 叙利亚
- 突尼西亞
- 土耳其
- 乌克兰
- 英国
- 美国
- 委內瑞拉
- 越南
- 辛巴威